# Dealul Răiuț
Dealul Răiuț (cunoscut și sub denumirile de Răiuțu sau Răiuți) este o măgură din Subcarpații de Curbură în sectorul vrâncean al acestora. Dealul Răiuț face parte din primul aliniament de dealuri subcarpatice, situat între șirul de depresiuni submontane și șirul de depresiuni intracolinare. Astfel este mărginit la est de valea Putnei și Depresiunea Vrancei iar la vest de coloarul depresionar Mera.
Altitudinea maximă a dealului urcă până la 960 m, clasând măgura Răiuțului pe poziția a treia ca altitudine în Subcarpații Vrancei după Măgura Odobeștilor (996 m) și Dealul Gurbăneasa (979 m).
Dintre localitățile mai importante situate în jurul Dealului Răiuț, mai importante sunt: Reghiu, Năruja și Valea Sării.